# Dzienniki japońskie. Zapiski z roku Królika i roku Konia
Dzienniki japońskie. Zapiski z roku Królika i roku Konia – druga książka autorstwa Piotra Milewskiego. Opowiada ona o podróży przez Japonię w dwóch tytułowych latach – Królika i Konia.

## Odbiór
"Dzienniki japońskie" otrzymały Nagrodę Magellana przyznawaną przez redakcję Magazynu Literackiego Кsiążki dla najlepszej książki podróżniczej 2015 r. Książka była także nominowana do Nagrody Travelery magazynu National Geographic Polska.
Bogdan Zalewski tak napisał o „Dziennikach japońskich”: „Wartość "Dzienników japońskich. Zapisków z roku Królika i roku Konia" polega jednak jeszcze na czymś innym – specyficznym języku i rytmie zdania oraz muzyczności tej prozy”.
Fragmenty książki czytał w Programie Drugim Polskiego Radia Grzegorz Kwiecień.